# Što je muškarac bez brkova? (2005.)
Što je muškarac bez brkova je hrvatska romantična komedija iz 2005. godine koju je režirao Hrvoje Hribar prema romanu Ante Tomića. Radnja se odvija oko mlade djevojke (Zrinka Cvitešić) koja se zaljubi u mladog svećenika (Leon Lučev).

## Radnja
Zagora. Mlada Tatjana izgubila je supruga kada je isti poginuo u nesreći radeći za neku njemačku građevinsku tvrtku. Tatjana nije ništa govorila godinama, sve dok napokon na ispovijedi nije priznala mladom katoličkom svećeniku Stipanu da se zaljubila u njega. On je isprva šokiran te se protivi takvoj ideji, ali ipak potajno gaji osjećaje prema njoj.
Istodobno, 'gastarbajter' Marinko vraća se natrag u svoju domovinu, Zagoru, sa svojom tinejdžerskom kćeri Julijom. Dok je ova znatiželjno proučavala prirodu i zastala obaviti nuždu, sa stabla je sišao mladi Haiku pjesnik Stanislav koji je promatrao štiglića. Julija se nakon nekog vremena zaljubi u njega. 
Radnja se zakomplicira kada se pojavi Stipin brat blizanac Ivica, general. Tatjana objavi Stipanu da će ga jedne noći čekati u hotelu - ako se pojavi, spavat će s njim, a ako se ne pojavi, to će značiti da ne želi vezu s njom. Stipan se ne pojavi pa ona, radi kompenzacije, završi u krevetu s Ivicom. Godinu dana kasnije, Stipan se vraća u rodni kraj nakon misije iz Afrike te primijeti Tatjanu s Ivicinom bebom. Na kraju Tatjana i Stipan ipak započnu vezu. Također, Julija i Stanislav su isto postali roditelji.

## Glumci
- Leon Lučev kao Don Stipan/ General Ivica
- Zrinka Cvitešić kao Tatjana
- Ivo Gregurević kao Marinko
- Bojan Navojec kao Stanislav
- Jelena Lopatić kao Julija
- Marija Škaričić kao Ljubica
- Dražen Kühn kao Ilija
- Ivica Vidović kao Biskup
- Jelena Miholjević kao Ministrica
- Rakan Rushaidat kao Miško
- Krešimir Mikić kao Filip
- Robert Ugrina kao Miljenko
- Nagyb Saliji kao Nagib und Son Geselschaft president
- Yousug Ansari kao Nagib und Son Geselschaft vice-president
- Branimir Vidić kao Danguba Ivić
- Filip Radoš kao Crni
- Ilija Zovko kao Jure
- Marijana Juričić kao kuma Marijana
- Ika Maruna kao susjeda Ika
- Mara Šimičević kao susjeda Mara
- Dara Vukić kao baba s planine
- Tin Juričić kao ministrant
- Nada Gačešić-Livaković kao Ruža
- Miro Simičević kao predradnik Vice
- Ante Jonjić kao Markan
- Stojan Matavulj kao Luka
- Branko Meničanin kao recepcioner
- Robert Capan kao konobar na šanku
- Nikola Barišić kao poručnik
- Goran Milić kao voditelj tv dnevnika
- Ozana Bašić kao glas regionalne dopisnice
- Ivan Vuković (glumac) kao Tatjanina beba
- Maja Bilaver kao Julijina Beba
- Mate Gulin kao Brico